# You Can't Triple Stamp a Double Stamp
You Can't Triple Stamp a Double Stamp è il settantaduesimo album in studio del chitarrista statunitense Buckethead, pubblicato il 9 gennaio 2014 dalla Hatboxghost Music.

## Il disco
Quarantaquattresimo disco appartenente alla serie "Buckethead Pikes", You Can't Triple Stamp a Double Stamp è il primo dei 60 album in studio pubblicati dal chitarrista nel corso del 2014, nonché il terzo ad essere stato annunciato per la pubblicazione, dopo la rivelazione delle versioni limitate dei due album Backwards Chimney e Pike No. 43.

## Tracce
Musiche di Buckethead.
1. You Can't Triple Stamp a Double Stamp – 2:27
2. Avalanche – 2:03
3. Cripes – 1:46
4. Silent City – 2:30
5. Treedotted Hillside – 1:44
6. Wormfarm – 1:50
7. Prominent Ghosts – 3:18
8. Flickering Lights – 2:03
9. Extra Gloves – 2:18
10. Portrait Gallery – 2:31
11. Tea and Strumpets – 2:10
12. By the Moon – 1:58
13. Snow Owl – 3:06

## Formazione
- Buckethead – chitarra, basso, programmazione